# Hải tượng phương bắc
Hải tượng phương bắc hay voi biển phương bắc (tên khoa học: Mirounga angustirostris) là một loài động vật có vú trong họ Hải cẩu thật sự, bộ Ăn thịt. Loài này được Gill mô tả năm 1866.
Những con đực có thể dài trên 4 m và nặng chừng 2.300 kg, trong khi những con cái phát triển đến 3 m và cân nặng 640 kg. Một số con đực có thể nặng tới 3.700 kg (8,152 lbs). Con cái nhỏ hơn nhiều và có trọng lượng 400 đến 900 kg, hay một phần ba của con đực, dài từ 2,5 đến 3,6 m.
Voi biển là loài giao phối tự do, với một con đực thành công có thể giao phối với số lượng lên đến 50 con cái trong một mùa sinh sản.

## Hình ảnh

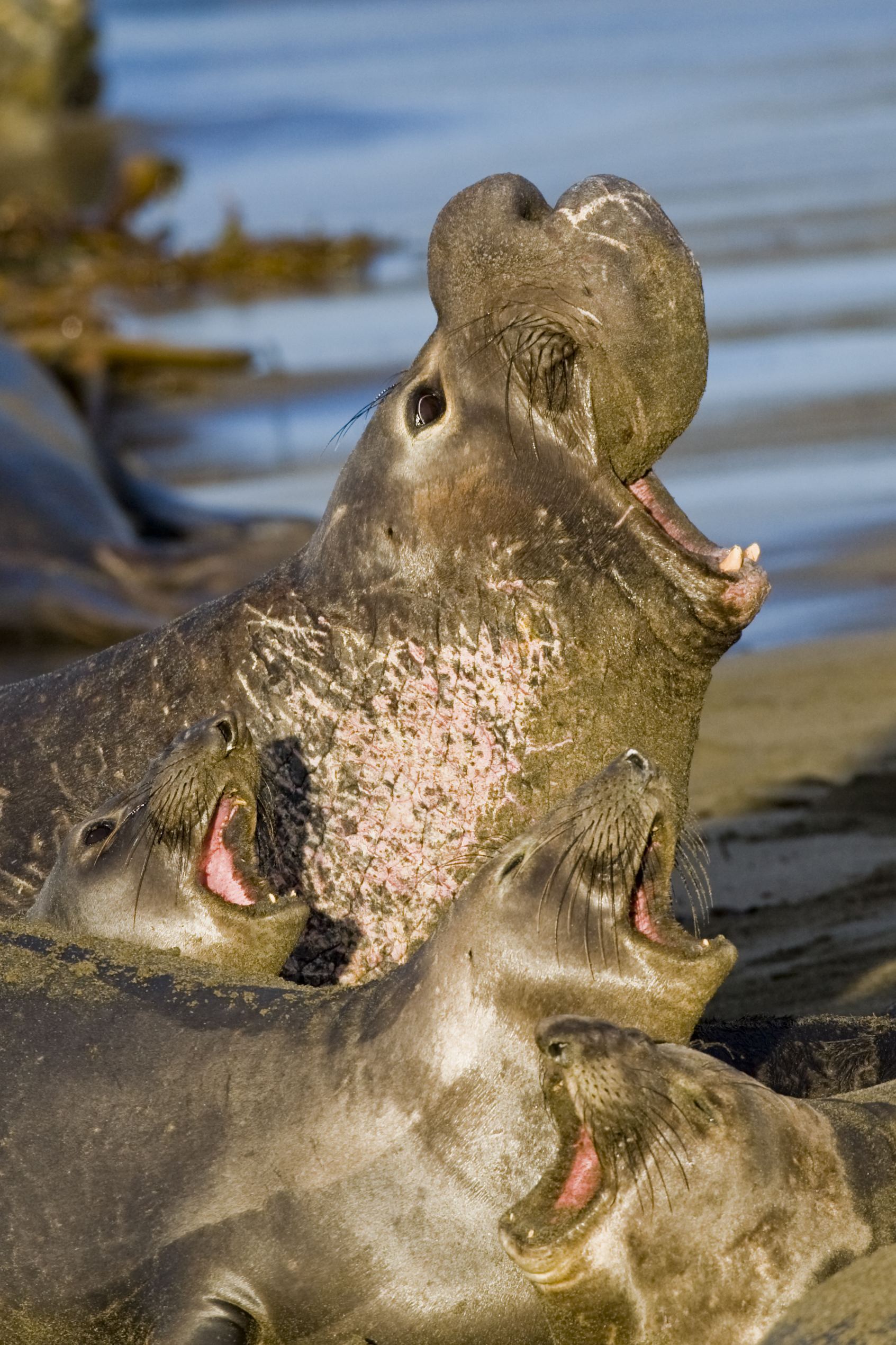
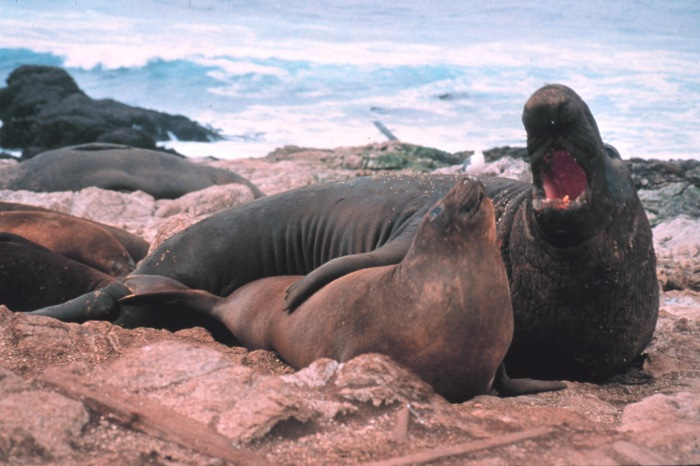
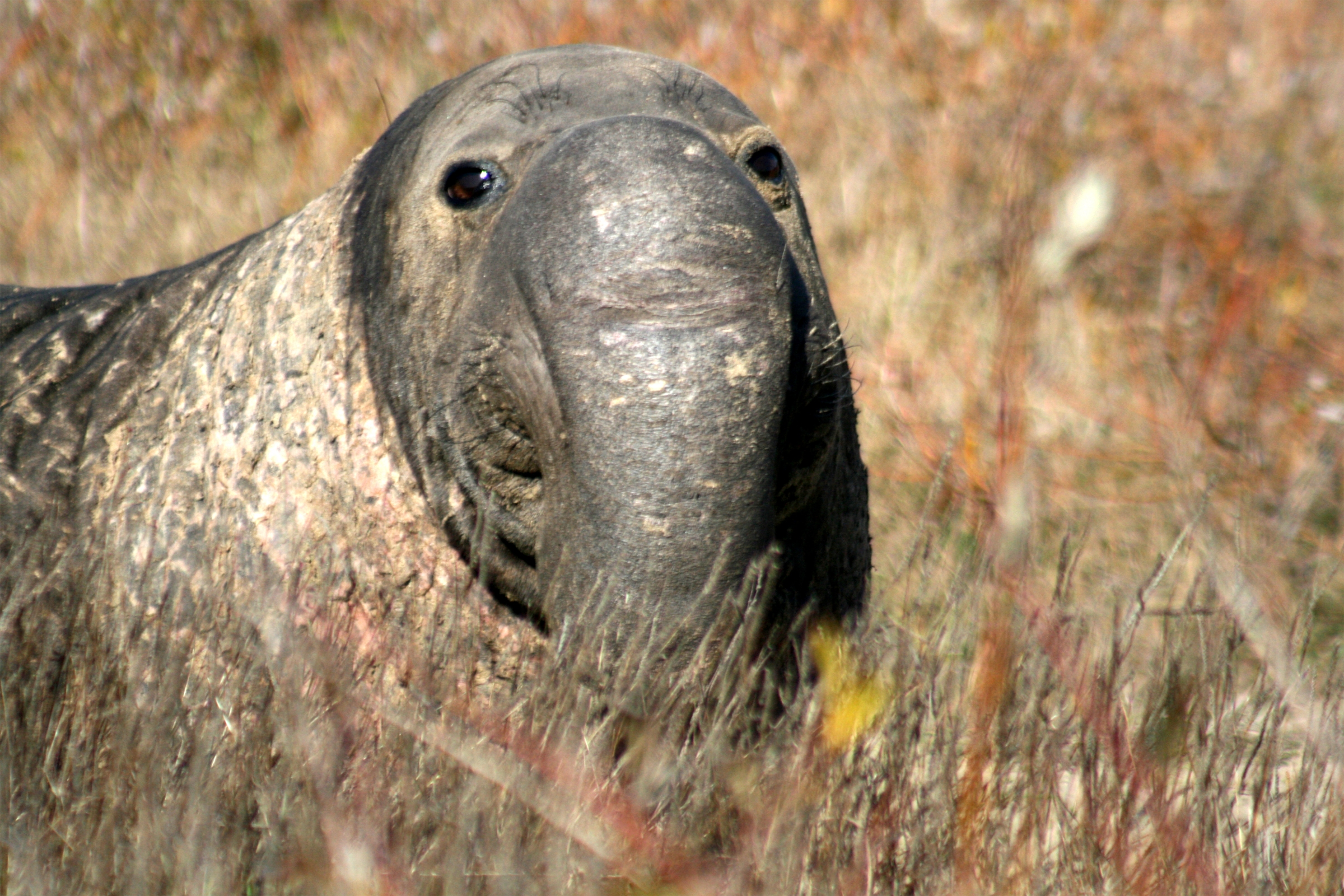
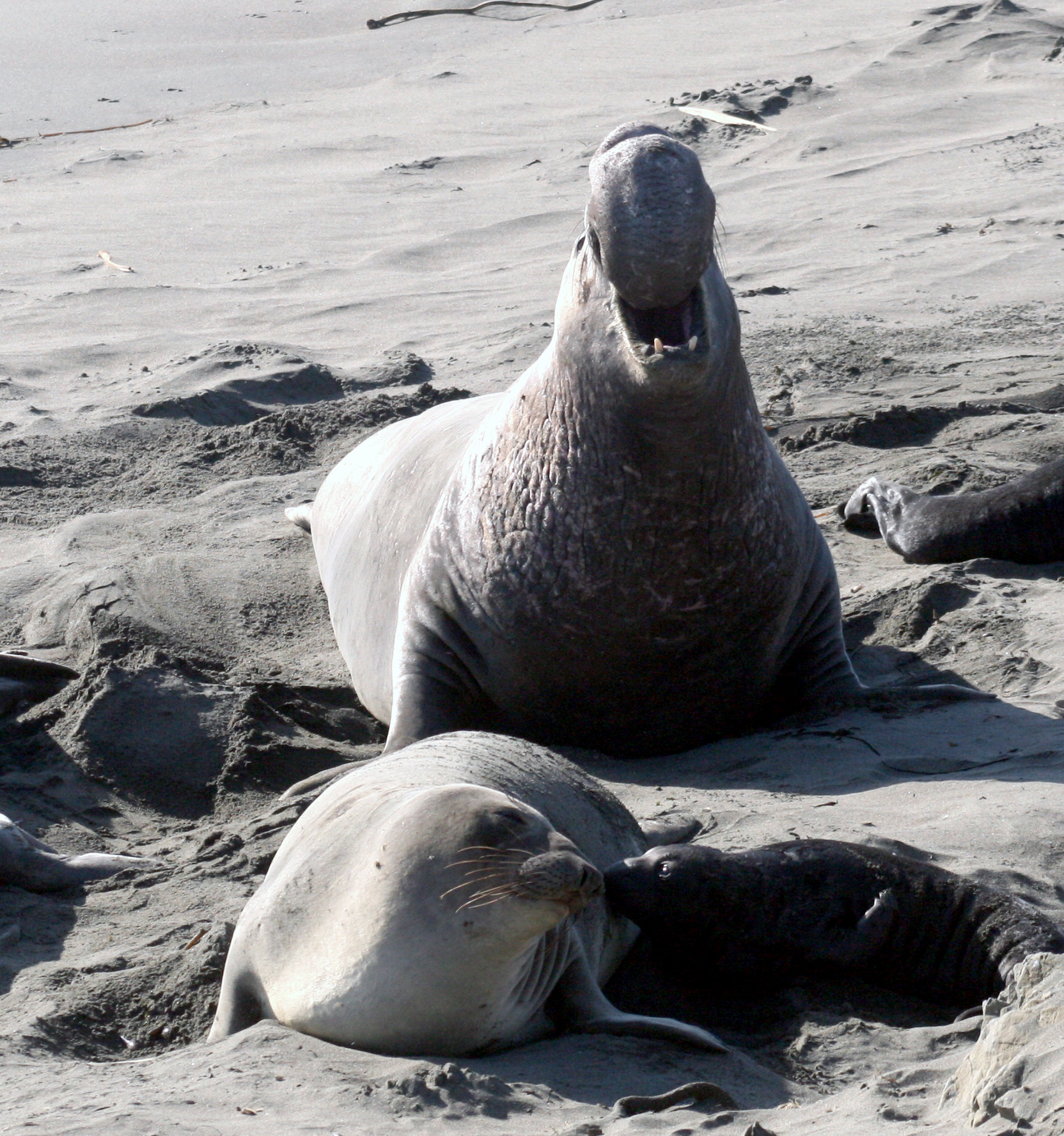